# Boyne

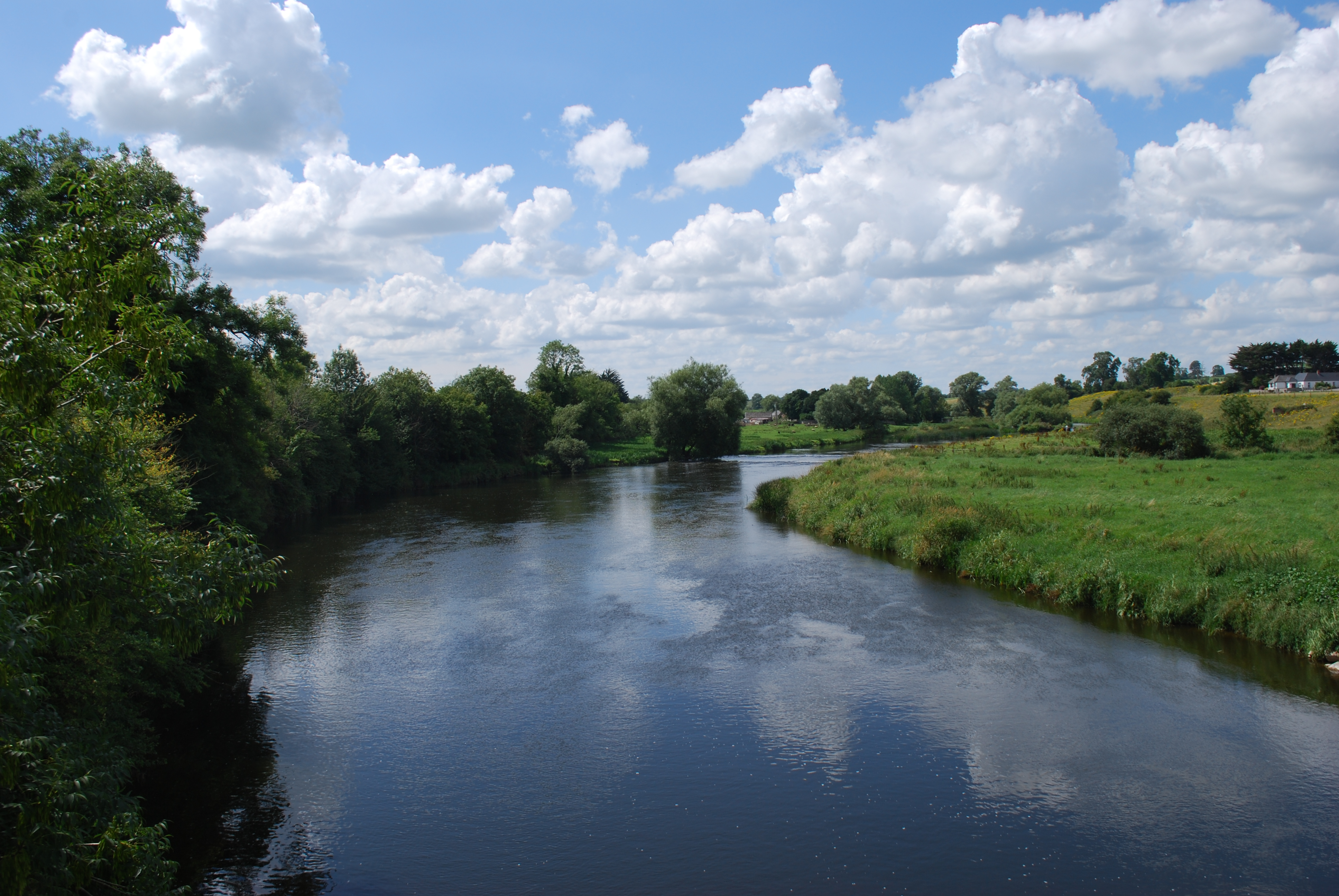
De Boyne bij Brú na Bóinne

De  Boyne (Iers: Abhainn na Bóinne) is een rivier in Leinster, Ierland, met een lengte van ongeveer 112 kilometer. De rivier ontspringt bij Trinity Well, Newbury Hall, nabij Carbury, County Kildare, en stroomt vanaf daar in noordoostelijke richting door County Meath. Ze mondt uit in de Ierse Zee nabij Drogheda waar de Slag aan de Boyne plaatsvond.
Diverse archeologische en historische plaatsen liggen aan de oevers van de Boyne, zoals Trim Castle, de heuvel van Tara, Brú na Bóinne en de middeleeuwse stad Drogheda. In de omgeving van Brú na Bóinne werd in 2023 Nationaal Park Boyne Valley opgericht.
De Griekse geograaf Ptolemeus noemde de rivier in de 2e eeuw Bubinda, en Gerald van Wales verwees er naar als Boandus. In de Ierse mythologie is de godin Boann de patroon of personificatie van de rivier. Het verengelste Boyne is afgeleid van haar naam.
Volgens de sage van Fionn mac Cumhaill is het in deze rivier dat hij de zalm Fiontán ving.
- Library of Congress Control Number: sh86000933
- Nationale Bibliotheek van Tsjechië: ge192296
- Nationale Bibliotheek van Israël: 987007541425105171
- Virtual International Authority File: 315128005